# Auxilium Pallacanestro Torino 1976-1977
La Auxilium nel 1976-1977, sponsorizzata Chinamartini, ha giocato in Serie A2 piazzandosi al quinto posto nella stagione regolare.

## Roster
|    | Naz.                                       | Ruolo | Sportivo              | Anno | Alt. | Peso | Note |
| -- | ------------------------------------------ | ----- | --------------------- | ---- | ---- | ---- | ---- |
| 4  | Italia (bandiera) · Stati Uniti (bandiera) | P     | Frank Valenti         | 1948 | 184  | 77   |      |
| 5  | Italia (bandiera)                          | G     | Piero Mandelli        | 1958 |      |      |      |
| 7  | Italia (bandiera)                          | C     | Luciano Vendemini     | 1952 | 212  | 105  |      |
| 8  | Italia (bandiera)                          |       | Salvatore Delli Carri |      |      |      |      |
| 9  | Italia (bandiera)                          |       | Matteo Mitton         |      |      |      |      |
| 10 | Italia (bandiera)                          | P     | Biagio Fioretti       | 1958 | 204  | 92   |      |
| 11 | Italia (bandiera)                          | A     | Alberto Marietta      | 1955 | 200  | 88   |      |
| 12 | Stati Uniti (bandiera)                     | C     | John Grochowalski     | 1952 | 202  | 94   |      |
| 14 | Italia (bandiera)                          | G     | Bruno Riva            | 1952 | 190  | 87   |      |
| 15 | Italia (bandiera)                          | C     | Roberto Paleari       | 1952 | 204  | 94   |      |

## Risultati
- Serie A2:
- stagione regolare: 5ª classificata